# Евскин, Вячеслав Михайлович
Вячесла́в Миха́йлович Евскин (1960—1996) — майор ФСБ, участник первой чеченской войны, Герой Российской Федерации (1996).

## Биография
Вячеслав Евскин родился 19 июня 1960 года в Ташкенте. Окончил среднюю школу и Ташкентский институт народного хозяйства, после чего работал в «Стройбанке» в Узбекской ССР. В 1987 году Евскин был принят на службу в Комитет государственной безопасности СССР. После распада СССР некоторое время продолжал служить в органах госбезопасности Узбекистана, а в 1994 году перевёлся в ФСК России, вскоре был назначен на должность старшего оперуполномоченного УФСК по Краснодарскому краю..
С апреля 1996 года участвовал в оперативных мероприятиях в зоне боевых действий Первой чеченской войны. 6 августа 1996 года чеченские сепаратисты окружили здание общежития сотрудников ФСБ в Грозном. Отказавшись сдаваться, около 90 сотрудников ФСБ приняли бой. В ночь с 8 на 9 августа, пытаясь в составе группы прорваться из окружения, Евскин получил тяжёлое ранение и остался прикрывать отход своих товарищей. Он вёл огонь по сепаратистам, пока не кончились боеприпасы, а затем подорвал гранатой себя с окружившими его боевиками. Похоронен в Анапе.
Указом Президента Российской Федерации от 9 сентября 1996 года за «мужество и героизм, проявленные при выполнении воинского долга» майор Вячеслав Евскин посмертно был удостоен высокого звания Героя Российской Федерации.

## Память
- В честь В. М. Евскина назван бульвар, школа №4 и установлена мемориальная стела в Анапе.

Памятник В. М. Евскину в Краснодаре

- В честь В. М. Евскина назван бульвар в микрорайоне "Юбилейный" города Краснодара[1] и установлен памятник–бюст[2].